# Brunnhólskirkja
Brunnhólskirkja är en kyrka på Island. Kyrkan invigdes 1899.